# Richard Vincent Whelan
Richard Vincent Whelan (* 28. Januar 1809 in Baltimore, Maryland; † 7. Juli 1874) war ein US-amerikanischer Geistlicher und römisch-katholischer Bischof von Wheeling.

## Leben
Richard Vincent Whelan studierte zunächst am Mount St. Mary’s College in Baltimore und anschließend am Priesterseminar St. Sulpice in Paris. Er empfing am 1. Mai 1831 in Versailles das Sakrament der Priesterweihe für das Bistum Richmond.
Papst Gregor XVI. ernannte ihn am 15. Dezember 1840 zum Bischof von Richmond. Die Bischofsweihe empfing er am 21. März des folgenden Jahres durch den Erzbischof von Baltimore, Samuel Eccleston PSS, der das Bistum zuvor als Apostolischer Administrator verwaltet hatte. Mitkonsekratoren waren der Bischof von Boston, Benedict Joseph Fenwick SJ, und der Koadjutorbischof von New York, John Joseph Hughes.
Am 23. Juli 1850 ernannte ihn Papst Pius IX. zum ersten Bischof des wenige Tage zuvor errichteten Bistums Wheeling. Die Amtseinführung fand am 8. Dezember desselben Jahres statt.